# Lynde D. McCormick
Pour les articles homonymes, voir McCormick.
Lynde Dupuy McCormick, né le 12 août 1895 à Annapolis et mort le 16 août 1956 à Newport (Rhode Island), est un amiral quatre étoiles de l'United States Navy. Il participe aux Première et Seconde guerres mondiales, avant d'occuper divers postes. Tour à tour nommé United States Fleet Forces Command, vice-chef des opérations navales, chef du commandement allié Atlantique, il est finalement nommé président du Naval War College. Il occupe ce dernier poste jusqu'à sa mort.

## Biographie
En mars 1945, il a le grade de Rear admiral et prend le commandement de la Battleship Division Three du Battleship Squadron 1 composée des USS New Mexico (BB-40), USS Mississippi (BB-41) et USS Idaho (BB-42).